# Робаково (Великопольське воєводство)
Робаково (пол. Robakowo, нім. Göringslinde) — село в Польщі, у гміні Курник Познанського повіту Великопольського воєводства.
Населення — 1276 осіб (2011).
У 1975-1998 роках село належало до Познанського воєводства.

## Демографія
Демографічна структура станом на 31 березня 2011 року:
|          | Загалом | Допрацездатний вік | Працездатний вік | Постпрацездатний вік |
| -------- | ------- | ------------------ | ---------------- | -------------------- |
| Чоловіки | 622     | 132                | 440              | 50                   |
| Жінки    | 654     | 142                | 388              | 124                  |
| Разом    | 1276    | 274                | 828              | 174                  |